# Универзитетски кампус Бохуњице
Универзитетски кампус Бохуњице (чеш. Univerzitní kampus Bohunice скр. УКБ) је модеран универзитетски комплекс који користе студенти медицинског, природно-математичког и факултета физичке културе Масариковог универзитета. У самој близини налази се болнички комплекс универзитетске болнице Брно, зграда Моравско-земског архива и тржни центар Кампус Сквер.
УКБ је највећи грађевински пројекат у области високог школовања у централној Европи. Заузима површину од око 42 хектара, и представља студентски центар за око 5000 студената и 1000 стално запослених.
Изградња кампуса почела је 2003. године а до сада није  још увек завршена (2014).